# Drapeau du peuple hispanique
Le drapeau du peuple hispanique (en espagnol : Bandera de la Hispanidad), ou Bandera de la Raza, est un drapeau ethnique utilisé pour représenter le peuple hispanique ou la communauté hispanique.

## Symbolisme
Le drapeau de l'Hispanicité affiche un fond blanc avec trois croix violettes et un soleil levant.
- Le champ ou fond blanc symbolise la paix et la pureté.
- Le Soleil doré de mai évoque le dieu indigène Inti et symbolise l'éveil des terres nouvelles.
- Les trois croix pattée symbolisent les trois navires de Christophe Colomb, la Niña, la Pinta et la Santa María.
- La couleur pourpre des croix représente la langue espagnole et vient de l'utilisation ancienne de cette couleur dans le lion du drapeau du Royaume de León, qui fut ensuite incorporé à la couronne de Castille[1].

## Histoire
Le drapeau a été conçu par Ángel Camblor, capitaine de l'armée uruguayenne, et a remporté un concours organisé par Juana de Ibarbourou en 1932. Le drapeau a été hissé pour la première fois à Montevideo, sur la Place de l'Indépendance, le 12 octobre 1932.

## Utilisation alternative comme drapeau des Amériques

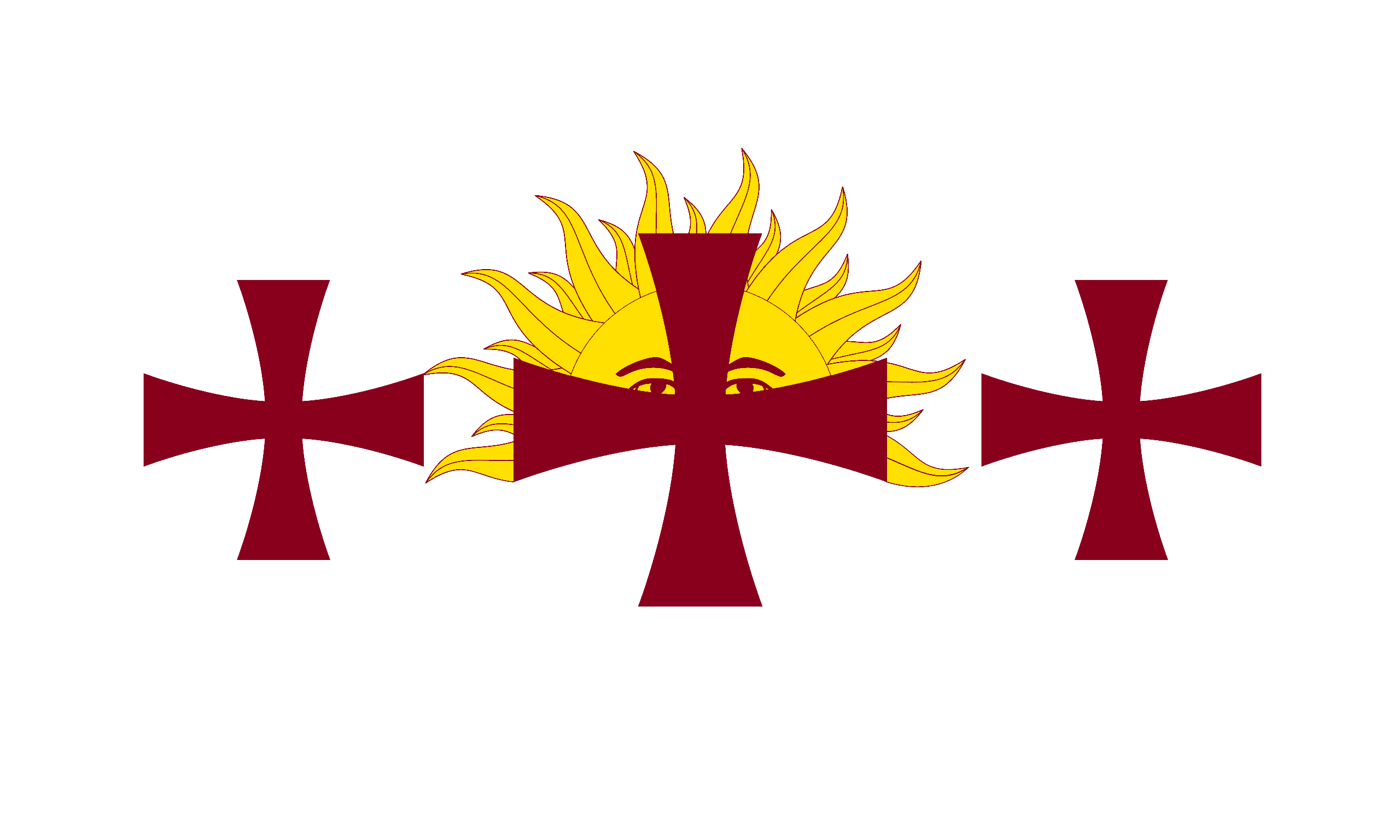
Version alternative du drapeau utilisé pour représenter les Amériques.

Le drapeau est aussi parfois utilisé alternativement pour représenter l'ensemble de la zone géographique des Amériques ; et non pas uniquement comme drapeau du peuple hispanique américain,. Le drapeau a été officiellement adopté comme drapeau des Amériques par tous les pays membres de la Conférence panaméricaine (en) lors de leur septième Assemblée en 1933.

## Voir également
- Hispanidad
- Hispanismo
- La Raza
- Drapeau de la Communauté des pays de langue portugaise